# Либерал Артс
Свободные науки и искусства (Liberal Arts Education) — (c латинского языка liberalis «свободные» и arts «искусства» или «фундаментальная практика») традиционная академическая программа западного высшего образования. Свободные науки охватывают четыре области: естественные науки, социальные науки, искусство и гуманитарные науки. Центральными академическими дисциплинами являются физика, химия, биология, философия, логика, лингвистика, литература, история, политология, социология, психология и математика. Этот курс высшего образования контрастирует с обычными узконаправленными профессиональными курсами своей наполненностью.

## История
Свободные науки являются продолжением древнегреческих методов исследования, которые базировались на «стремлении к всеобщему пониманию». Также возможно, что корни формата образования Свободных Наук и Искусств идут из Древнего Египта. Пифагор, проведший много лет в Египте, утверждал, что есть математическая и геометрическая гармония в космосе или во Вселенной. Его последователи связали между собой четыре искусства: астрономию, математику, геометрию и музыку — в одну область изучения. В 4 веке в Афинах ценились способности человека к риторике и публичным выступлениям. В конце концов, помимо вышеперечисленных дисциплин в образовательную программу добавились ещё грамматика и диалектика (логика). Все вместе они стали известны как семь свободных искусств. Первоначально эти науки считались необходимыми каждому свободному человеку для того, чтобы принимать активное участие в жизни полиса. Также владение этими науками давало доступ к публичным дебатам, защите в суде, службе в суде присяжных и участии в военной службе.
Первое зафиксированное использование термина «свободные искусства» встречается у Марка Туллия Цицерона, но неясно, создал ли он этот термин.

## Современность
Сегодня Свободные Науки и Искусства включают в себя четыре области: естественные науки, социальные науки, искусство и гуманитарные науки. К академическим областям, связанным с термином «Свободные Науки», относятся:
- Естественные науки (биология, экология, неврология)
- Физические науки (физика, астрономия, химия, геология)
- Логика, математика, статистика
- Философия
- История
- Социальные науки (антропология, география, лингвистика, политология, юриспруденция, психология, социология)
- Творчество (изобразительное искусство, музыка, исполнительское искусство, литература)

Например, основные курсы программы «Свободные Науки» Джорджтаунского университета охватывают философию, теологию, историю, искусство, литературу и социальные науки. Программа магистратуры «Свободные Науки» Уэслианского университета включает в себя курсы изобразительного искусства, истории искусств, творческого и профессионального письма, литературы, истории, математики, кино, государственного управления, биологии, психологии и астрономии.

## См.также
- Вольные науки и искусства в словаре масонских терминов